# Plague Angel
Plague Angel je studiové album švédské black metalové skupiny Marduk vydané v roce 2004.

## Seznam skladeb
1. The Hangman of Prague – 3:05
2. Throne of Rats – 2:42
3. Seven Angels, Seven Trumpet – 2:47
4. Life's Emblem – 4:55
5. Steel Inferno – 2:23
6. Perish in Flames – 7:46
7. Holy Blood, Holy Grail – 2:27
8. Warschau – 3:18
9. Deathmarch – 4:10
10. Everything Bleeds – 3:33
11. Blutrache – 7:50

## Složení kapely
- Morgan Steinmeyer Håkansson – kytara
- Mortuus – zpěv
- Devo Andersson – baskytara
- Emil Dragutinovic – bicí